# Petr Sgall
Petr Sgall (* 27. května 1926, České Budějovice – 28. května 2019, Praha) byl český jazykovědec, bohemista, odborník na obecnou lingvistiku a také profesor Ústavu formální a aplikované lingvistiky Matematicko-fyzikální fakulty Univerzity Karlovy.
Byl členem Pražského lingvistického kroužku. Během celé své vědecké kariéry se zabýval také obecnou češtinou.
V 60. letech 20. století společně s Pavlem Novákem navrhoval natolik rozsáhlou reformu českého pravopisu, že by byla větší než Hankova analogická oprava z poloviny 19. století: návrh zvažoval zjednodušení v oblasti grafických ekvivalentů i, ú, úpravu skupiny ně po m, je a ostatních retnicích, zjednodušení označení znělosti souhlásek a psaní souhláskových skupin, psaní velkých písmen a psaní přejatých slov. Tehdejší jazykovědné kolegium ČSAV se Sgallovým návrhem reformy souhlasilo i přesto, že navrhovaná reforma byla příliš obsáhlá, což odporuje jazykovědnému povědomí o tom, že pravopisné změny v kodifikacích by měly být pozvolné a měly by odrážet živoucí pravopisnou praxi, avšak nakonec reformu zamítlo prezidium Akademie věd. Sgall se však otázkám pravopisné soustavy věnoval i nadále. Se svým týmem provedl na svou dobu unikátní experiment – pokus o strojový překlad z angličtiny do češtiny s pomocí počítače SAPO.

## Život
Petr Sgall se narodil 27. května 1926 v rodině litomyšlského advokáta židovského původu, jenž rovněž působil jako překladatel. Většina Sgallových nejbližších příbuzných přišla o život v koncentračním táboře v Osvětimi. Navštěvoval gymnázium v České Třebové, z něhož pak ve školním roce 1942/1943 byl coby míšenec prvního stupně vyloučen, v letech 1944 až 1945 byl vězněn v Postoloprtech.
Vystudoval indoevropeistiku, srovnávací a obecnou lingvistiku a češtinu na Univerzitě Karlově v Praze.
Studium na filozofické fakultě ukončil v roce 1949 a získal titul PhDr. V roce 1949 byl spolu s Milenou Bláhovou (provdanou Honzíkovou) a sociologem Milošem Kalábem členem tříčlenné hlavní fakultní disciplinární komise zodpovědné za provádění čistky mezi studenty dle třídních kritérií. Již v roce 1947 vstoupil do KSČ, takže mohl v září 1949 nastoupit do kádrového oddělení ministerstva školství. Během studia podepsal spolupráci se Státní bezpečností a obdržel krycí jméno Pietro. Na ministerstvu pracoval do března 1950, poté se vrátil na filozofickou fakultu jako asistent profesora Skaličky. V roce 1955 se stal kandidátem věd (CSc.), v roce 1958 docentem a v roce 1966 získal vědeckou hodnost doktora věd (DrSc.) z matematické lingvistiky.
V roce 1951 napsal do stranického týdeníku Tvorba článek o strukturalismu, jenž byl později přetištěn i v časopisu Slovo a slovesnost. V článku ostře napadl profesora Romana Jakobsona, který tehdy již působil v USA. „Veliká většina členů Pražského linguistického kroužku byla složena z vynikajících pokrokových jazykovědců, poctivých přívrženců socialistické myšlenky. Tato většina se upřímně domnívala, že i strukturalismem stojí v ostré oposici proti buržoasní ideologii, stavěla se proti fašismu a snažila se o spolupráci se sovětskou vědou. Avšak do Pražského linguistického kroužku pronikl i cizí živel, především protisovětský emigrant, kosmopolita a skrytý trockista Roman Jakobson, který naše pokrokové jazykovědce klamal a zaváděl na scestí…" Jakobson tento útok na svou osobu těžce nesl a veřejně nazval Sgalla profesionálním nactiutrhačem.
V roce 1956 zveřejnil Sgall v časopisu Slovo a slovesnost článek, v němž některé své předešlé výroky odvolal: „Je třeba uznat bez ohledu na politické názory R. Jakobsona, že v jeho obsáhlých vědeckých pracích je mnoho cenného materiálu i originálních vědeckých myšlenek, které podstatně přispěly k poznání vývoje české kultury."
Sgall se postupně oprostil od komunistické ideologie a na počátku sedmdesátých let byl vyškrtnut z KSČ „pro pasivitu". Ozvala se však Státní bezpečnost a tvrdila, že stále platí závazek, který podepsal během studia. Podlehl nátlaku, stal se agentem a zvolil si krycí jméno Oskar. Ze spolupráce s StB se mu podařilo vyvázat se asi za dva roky, a to „s pomocí psychiatrů".
Poněvadž jeho působení na filozofické fakultě bylo nežádoucí, byl v roce 1973 převeden na Matematicko-fyzikální fakultu Karlovy univerzity, kde se věnoval matematické lingvistice. Profesorem byl jmenován v roce 1990.

## Publikace
výběr
- Čeština bez příkras
- Jazyk, mluvení, psaní
- Language in its multifarious aspects
- Úvod do syntaxe a sémiotiky
- Zažil jsem toho dost